# Диего из Алькалы
Дие́го из Алькалы́, Святой Диего, Святой Дидакус, Диего де Алькала́ (лат.  Didacus, исп. Diego de Alcalá; ок. 1400, Сан-Николас-дель-Пуэрто — 12 ноября 1463, Алькала-де-Энарес) — католический святой, францисканец.

## Биография
Наиболее ранней биографией святого является труд Франсиско Пеньи, вышедший по случаю канонизации святого Диего в XVI веке. Более поздние жития мало что добавляют к основным сведениям из жизни святого.
Родился в начале 1400 года в посёлке Сан-Николас-дель-Пуэрто (провинция Севилья) в семье скромного достатка. О его ранних годах известно очень мало. С ранней юности готовился к монашеству, его духовным наставником был отшельник из часовни Святого Николая в родном посёлке. Затем он переехал в Кордову, в монастырь Святого Франциска. Там он вступил в орден францисканцев-обсервантов в качестве «светского брата» или «конверза» (которые принимали лишь часть монашеских обетов, не становились священниками и занимались, главным образом, физическим трудом). При вступлении в орден принял монашеское имя Диего святого Николая.
В 1441 году он был послан на Канарские острова, в недавно основанную францисканцами миссию на острове Лансароте. Позднее Диего переехал во францисканскую общину другого острова, Фуэртевентура. Вплоть до 1445 года исполнял обязанности привратника. Несмотря на вспомогательную функцию, которые исполняли при монастырях конверзы (они даже жили отдельно от братии), брат Диего скоро обратил на себя внимание своей набожностью, аскетизмом и благочестивым образом жизни. После смерти прелата монастыря в 1445 году брат Диего был избран его преемником и викарием миссии на Канарах. Это стало исключением из правила, согласно которому «светским братьям» не поручалось серьёзных постов.
В 1449 году он получил назначение в монастырь города Санлукар-де-Баррамеда и покинул Канарские острова.
Годом позже принял участие в массовом паломничестве по случаю юбилейного года, провозглашённого папой Николаем V и канонизации Бернардина Сиенского. В Риме, переполненном народом, начались эпидемии, базилика и монастырь Санта-Мария-ин-Арачели были превращены в госпиталь. Брат Диего работал там три месяца, ухаживая за больными. Жития сообщают о совершённых им там чудесных исцелениях.
После возвращения в Испанию подвизался в ряде монастырей, пока наконец не переехал в монастырь святой Марии в Алькала-де-Энарес, где провёл последние 7 лет своей жизни, работая привратником и садовником. После смерти его тело было погребено в кафедральном соборе города.

## После смерти
Стал почитаться как святой вскоре после смерти. Культу способствовало обнаружение его мощей нетленными и слухи об исцелениях, совершавшихся на его могиле. Жития сообщают, что его мощи издавали приятное благоухание.
Наиболее известны два исторических эпизода, где идёт речь об исцелениях, приписываемых молитвам святого Диего:
- В 1562 году дон Карлос, сын и наследник короля Филиппа II, находясь в Алькала-де-Энарес, упал с лестницы и сильно повредил голову, оказавшись на грани смерти. Король Филипп молил о заступничестве святого Диего и даже велел перенести мощи в королевские покои. Знаменитый врач Везалий осуществил принцу трепанацию черепа. Удачный исход рискованной операции был приписан покровительству святого, что способствовало росту его популярности.

- Во время охоты Энрике IV Кастильский упал с лошади и повредил руку. После того, как доктора не смогли помочь королю, он совершил паломничество к мощам святого Диего, вскоре после этого выздоровел.

Святой Диего фигурирует также в популярном средневековом сюжете, известном как Чудо с розами, что, скорее всего, является поздним переложением легенды о Елизавете Венгерской.

## Почитание
Святой Диего был канонизирован 10 июля 1588 года папой Сикстом V, причём он стал единственным святым, канонизированным на протяжении всего XVI века. Среди шести чудес, совершённых по его посмертному ходатайству (обязательное условие для канонизации) фигурировало и выздоровление дона Карлоса. День памяти — 12 ноября (в XIX — первой половине XX века отмечался 13 ноября). Иконографические атрибуты — крест и цветы.
Лопе де Вега описал его жизнь в пьесе «Святой Диего де Алкала». Картины с изображением святого Диего создали Франсиско де Сурбаран, Мурильо, Алонсо Кано и ряд других художников.
Святой Диего был и остаётся весьма популярным святым в испаноязычном мире. В его честь названо множество церквей и монастырей, а также город Сан-Диего в Калифорнии. Нетленные мощи святого хранятся в кафедральном соборе Алькала-де-Энарес, 13 ноября саркофаг с мощами доступен для поклонения. Во многих городах Испании и Латинской Америки 13 ноября проходят праздники в честь святого Диего из Алькалы.